# آب‌انبار آقا شمس
آب‌انبارآقا شمس اثری تاریخی مربوط به دوره قاجار است و در اردکان، محله بازارنو واقع شده و این اثر در تاریخ ۱۸ اسفند ۱۳۸۷ با شمارهٔ ثبت ۲۵۳۵۳ به‌عنوان یکی از آثار ملی ایران به ثبت رسیده است.